# Csataszög
Csataszög là một thị trấn thuộc hạt Jász-Nagykun-Szolnok, Hungary. Thị trấn này có diện tích 11,21 km², dân số năm 2010 là 310 người, mật độ 28 người/km².